# Лас-Піньяс
Лас-Піньяс, офіційна назва — місто Лас-Піньяс (філ. Lungsod ng Las Piñas) — високоурбанізоване місто 1-го класу в національному столичному регіоні Філіппін. За даними перепису 2020 року, його населення становило 606 293 особи.
Лас-Піньяс був шостим у звіті MoneySense Philippines «Найкращі місця для життя» у 2008 році.

## Етимологія
Історія про справжнє походження назви міста «Лас-Піньяс» різниться. Згідно з однією версією, торговці з провінції Кавіте і Батангас відправляли свої перші піньї (іспанською — ананаси) для продажу в це місто, перш ніж їх розповсюдили на сусідні ринки. Інша версія розповідала, що це був «Лас-Пеньяс» (скелі), про що свідчить видобуток каменів і саману, які використовувалися для будівництва будівель і мостів. Старий церковний дзвін із парафіяльної церкви Св. Йосипа, заснованої Дієго Чера, зберігся в церковному музеї. Напис на дзвоні свідчить: «Siendo cura del pueblo de Laspeñas el M.R.P. Padre Diego Cera se fundió este equilón año de 1820», показуючи, що навіть за часів Дієго Сера, першого парафіяльного священика міста, місто називалося «Лас Пеньяс», деякий час і врешті-решт був перейменований на «Лас-Піньяс».

## Мова
Рідною мовою Лас-Піньяс є тагальська, але більшість жителів розуміють і розмовляють англійською.

## Релігія
Люди в Лас-Піньяс переважно сповідують римо-католики. Католицькі церкви в Лас-Піньяс підпадають під юрисдикцію єпархії Параньяке.
Інші релігії в Лас-Піньяс включають різні протестантські деномінації, Свідків Єгови, Іглесія ні Крісто, Церкву Ісуса Христа Святих Останніх Днів, індуїзм, буддизм та іслам.

## Освіта
Загалом існує 14 коледжів, 21 приватна середня школа, 18 державних середніх шкіл і 22 початкові школи, які були побудовані для того, щоб прийняти зростаючу кількість абітурієнтів і школярів з кожним роком.
На сьогоднішній день існує 77 центрів денного догляду з програмами харчування в 20 барангаях Лас-Піньяса.

## Галерея
|       |
| Мерія |